# Sant Esteve de Tuixent
Sant Esteve de Tuixén és una església romànica situada a Tuixent (Alt Urgell). Apareix esmentada d'ençà de l'any 963. Està protegida com a bé cultural d'interès local.

## Descripció
L'edifici religiós d'origen romànic, que data del segle xi, és d'una nau coberta amb volta de canó i capelles laterals. Només conserva una part de la volta de canó de l'edifici romànic original. La porta s'obre a la façana oest en arc de mig punt. El campanar, situat sobre l'entrada, és de planta quadrada i presenta un sol nivell de finestres a la part alta. Antigament estava acabat en punxa, però aquesta va desaparèixer a causa de l'incendi provocat per l'impacte d'un llamp que va caure a principis del segle xx.

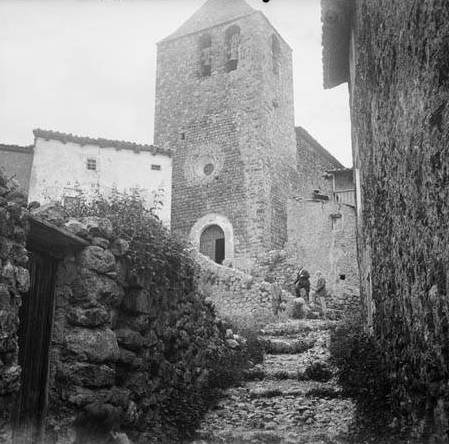
L'església de Sant Esteve el 1913

L'edifici ha sofert diverses transformacions, especialment durant el segle xix. L'interior de l'església conserva una talla romànica policromada d'una Marededéu que data de finals del segle xii.
L'emplaçament de la vila de Tuixén, encarada a la serralada del Cadí, constitueix "per se" un encastellament. La torre -campanar de l'església campanar presenta un caient de solidesa que arribat el cas, podia servir de lloc de refugi o defensa.

## Història
Tuixent és esmentat a l'acta de consagració de la Seu d'Urgell del 839. En una donació atorgada l'any 1083 es parla del portum de vila de Tuxen. També és esmentada la localitat amb el nom de Tossen, en la butlla d'Urbà II pro Urgellensis ecclesia de l'any 1099. La confirmació de Tuixén a favor de l'església d'Urgell fou feta per Ermengol II l'any 1028.
L'església va ser consagrada l'any 1442 pel bisbe Arnau Roger de Pallars.
L'any 1831 el senyoriu corresponia al Capítol de la Catedral de la Seu d'Urgell. Es pot apreciar que al llarg dels segles el capítol urgellenc fou ací prioritari, quant al domini. "Tuxen, del Capitol" reunia 45 focs, segons el fogatjament del 1358. Al fogatjament del 1365-1370 es fa al·lusió al castell:
| «                          | Castell de Tuxén, del capítol d'Urgell, XXIII fochs | » |
| — Fogatjament de 1365-1370 |                                                     |   |

El 2007 s'inicià la fase de restauració de la imatge de la Verge, juntament amb un retaule de Sant Sebastià que data de l'any 1577. Com a conseqüència, es rehabilità el teulat i l'interior de l'església, bastant malmesos pel pas del temps. Les obres acabaren a principis de l'any següent.

## Galeria d'imatges

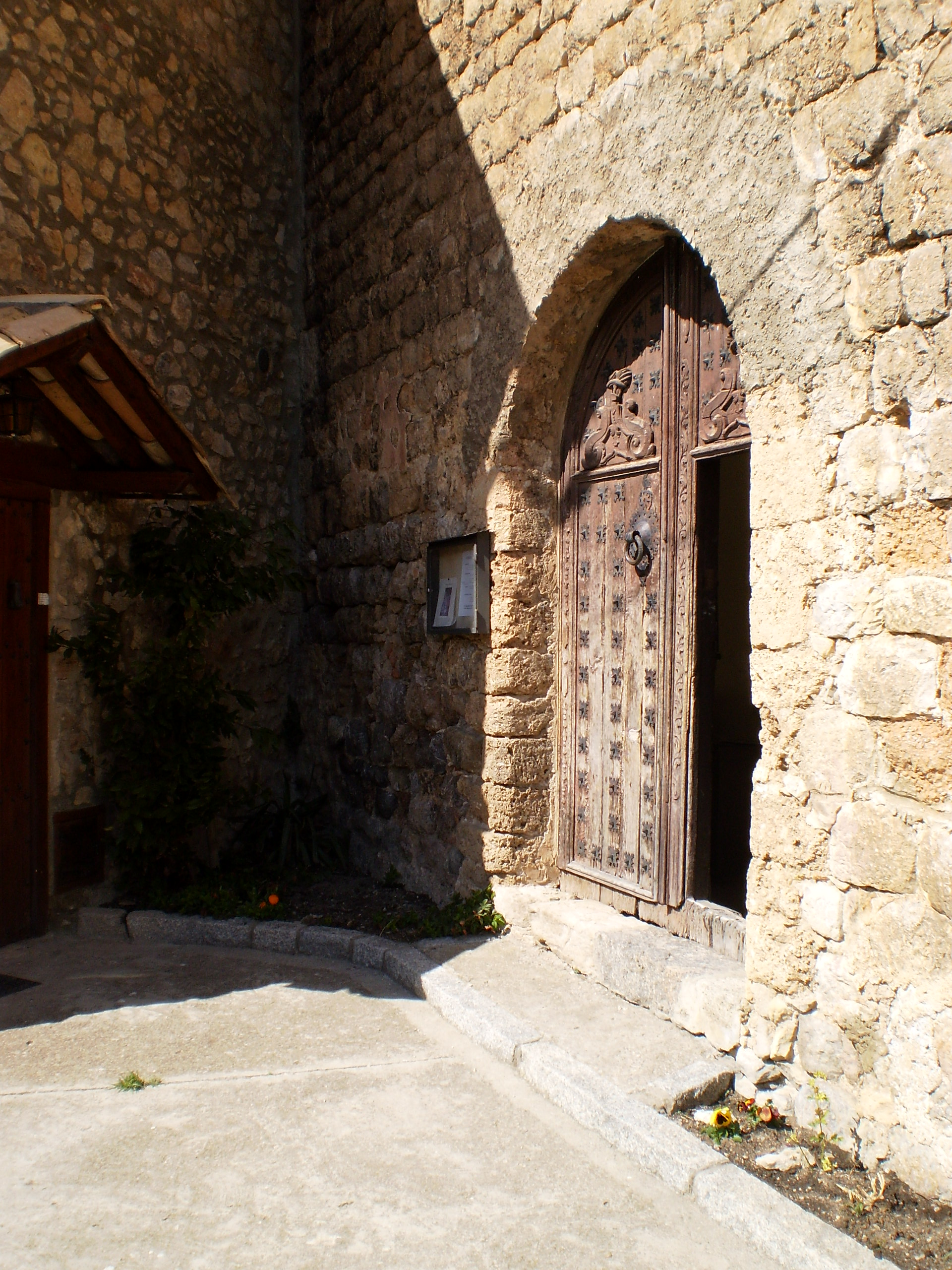
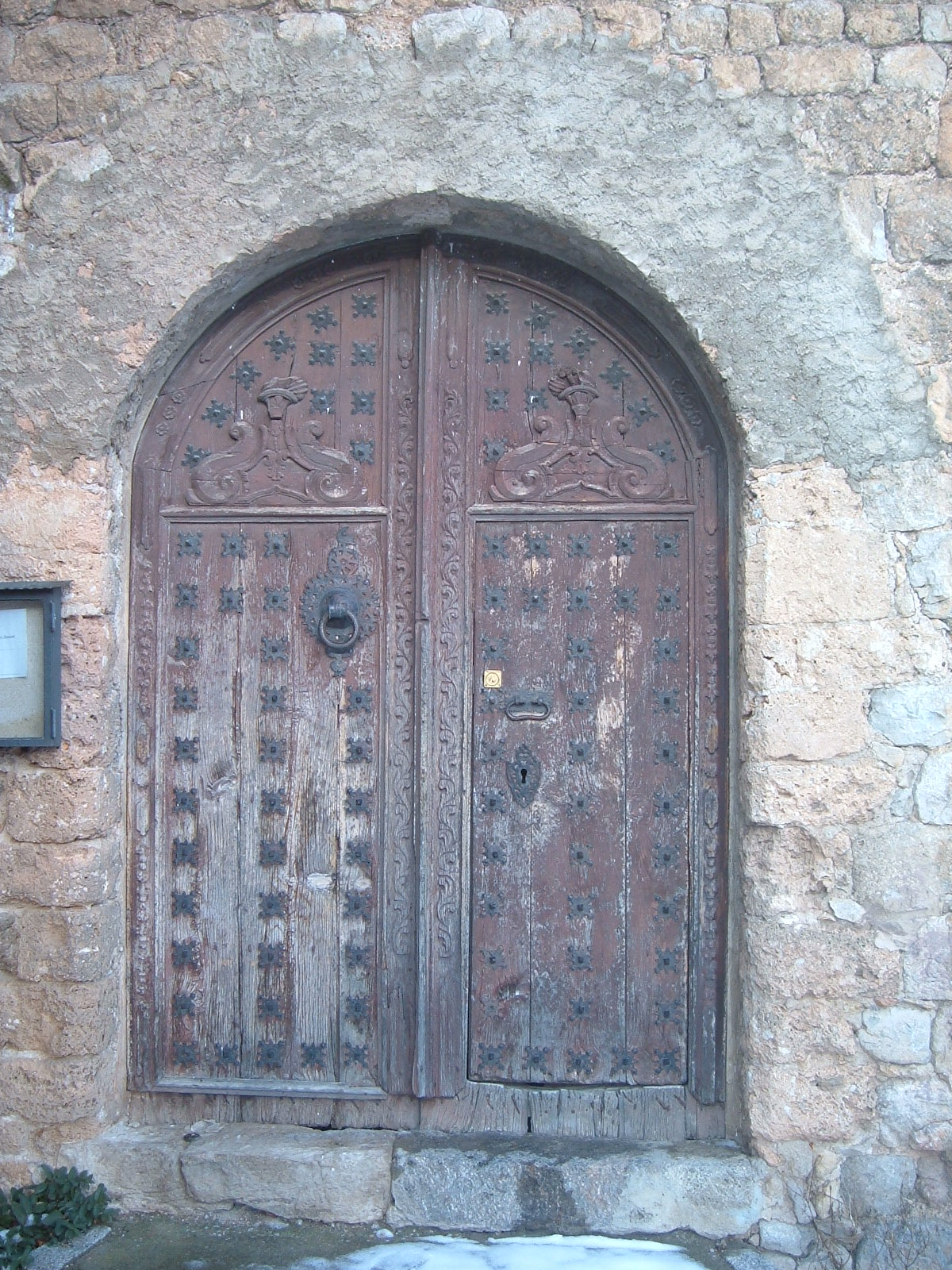
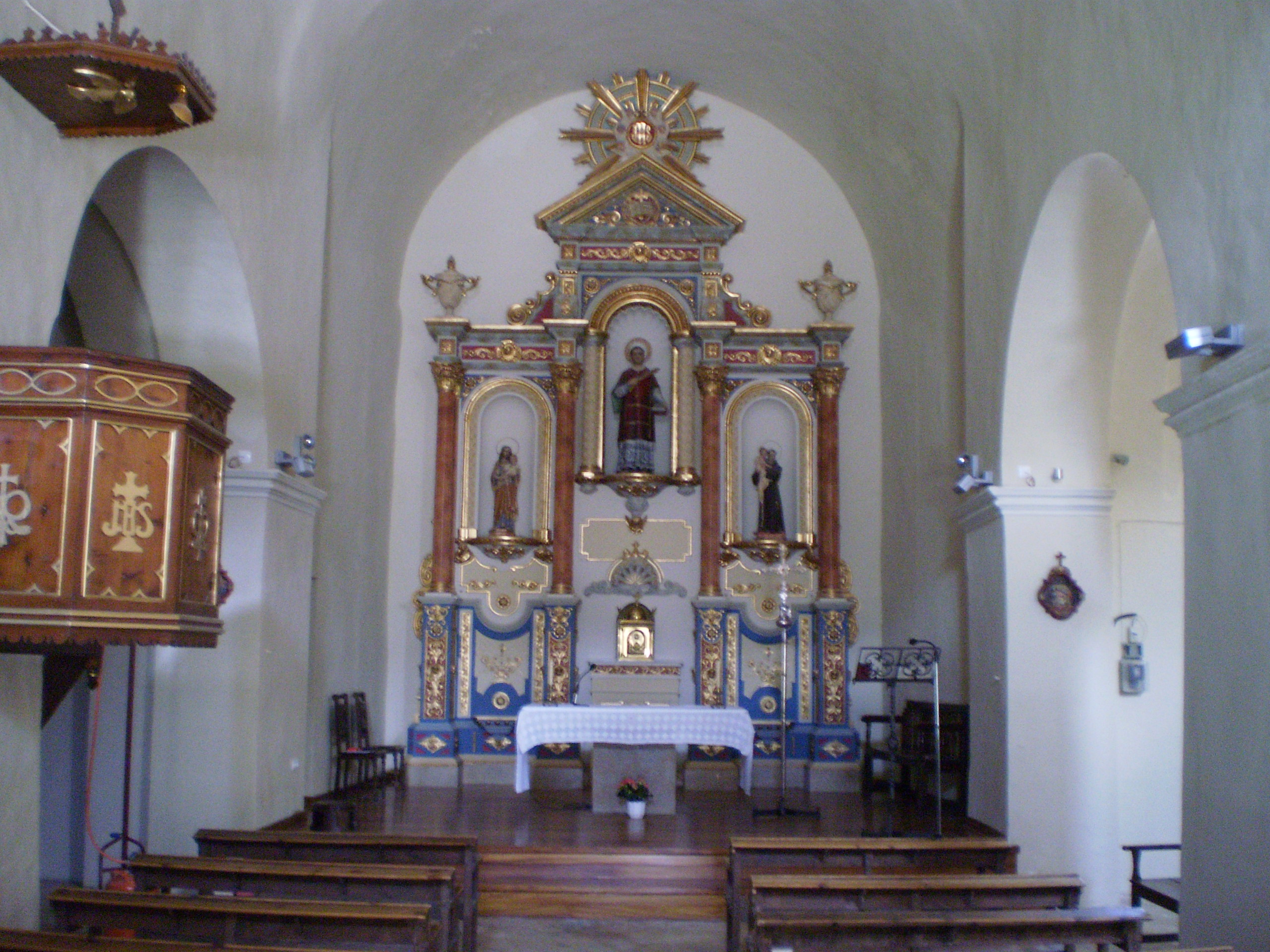
Altar
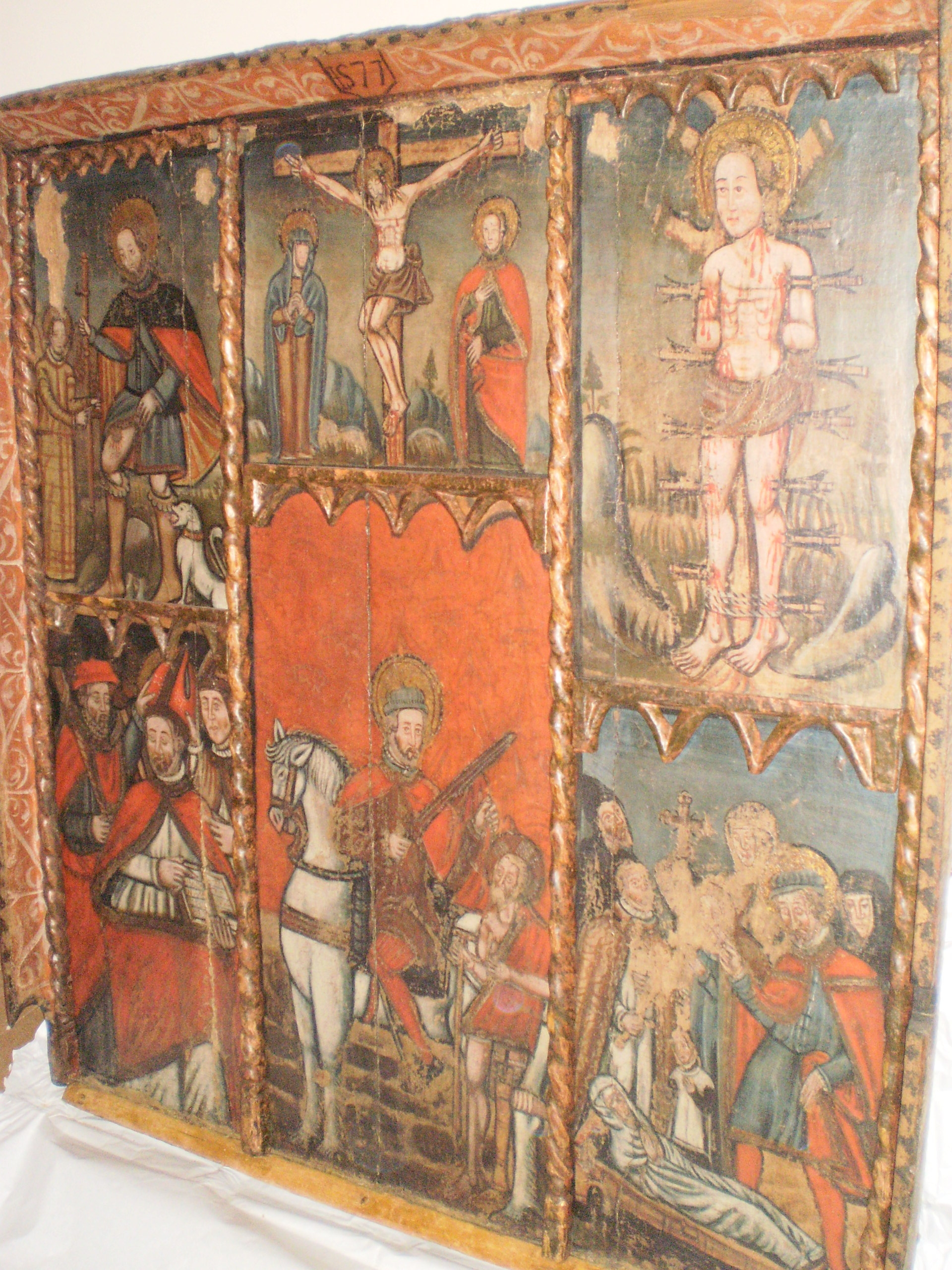
Retaule de Sant Sebastia (1577)
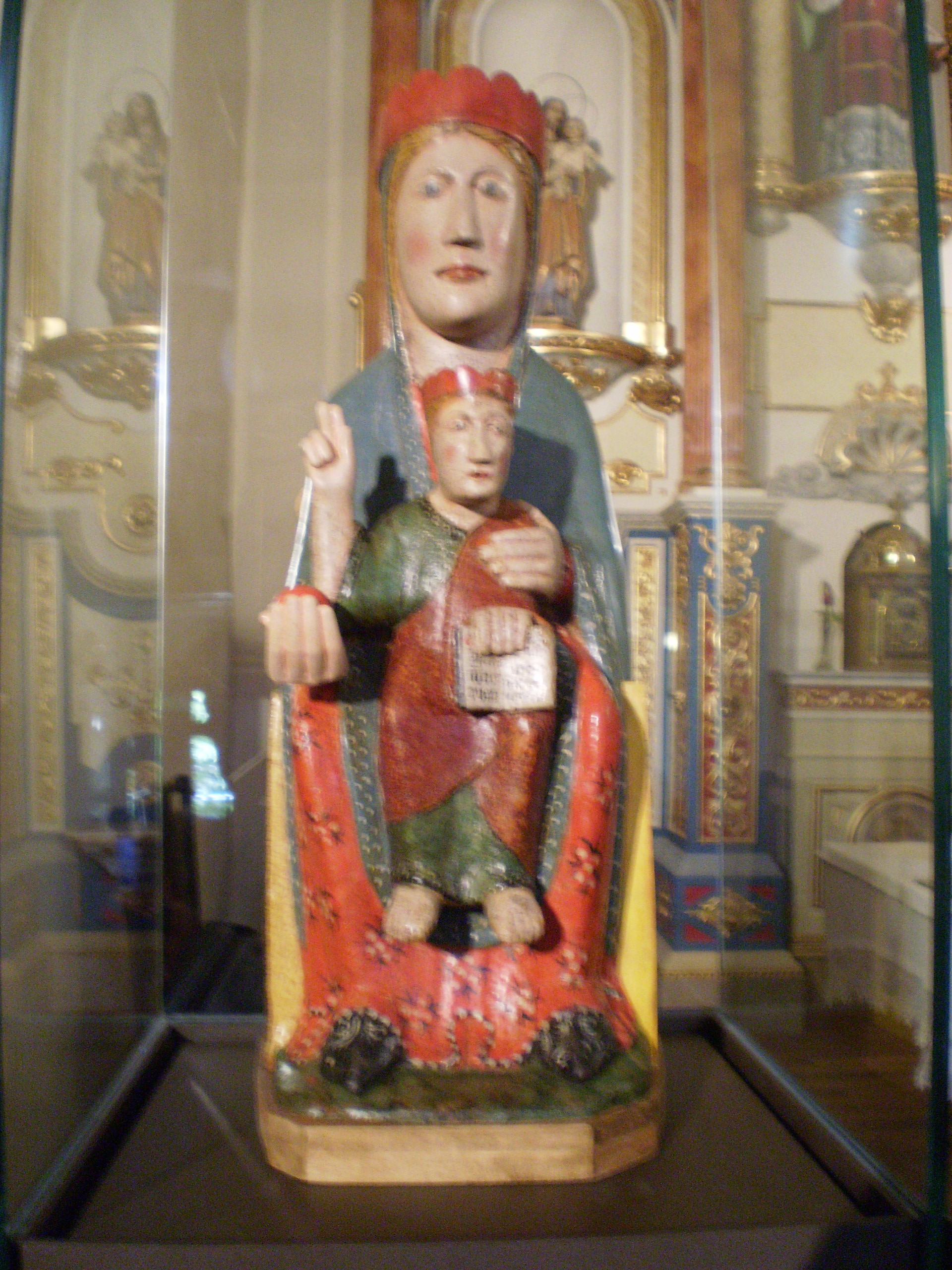
Mare de Déu de Tuixent